# Igal (Somogy)
Igal est une ville et une commune du comitat de Somogy en Hongrie.